# تپه قیاخچار
تپه قیاخچار مربوط به دوره ایلخانی  است و در شهرستان تکاب، بخش مرکزی، دهستان انصار، روستای حاجی بابا وسطی واقع شده است. این اثر در تاریخ ۳۰ دی ۱۳۸۵ با شمارهٔ ثبت ۱۶۷۹۸ به عنوان یکی از آثار ملی ایران به ثبت رسیده است.